# Rolandas Kiškis
Rolandas Kiškis (* 3. Mai 1976) ist ein litauischer Jurist, Kriminalpolizist und Polizeikommissar, seit Mai 2014 Leiter von Büro der litauischen Kriminalpolizei.

## Leben
Nach dem Abitur absolvierte er 2000 das Masterstudium der Rechtswissenschaft an der  Lietuvos teisės akademija.
Ab 1995 arbeitete er als Polizist in der Rajongemeinde Ukmergė, von 1998 bis  2000 er als Inspektor in der Kriminalpolizei der Rajongemeinde Vilnius, ab 2000 als Oberinspektor, ab 2003 stellv. Leiter der Polizei in Ukmergė.  2006 wurde er zum Polizeikommissar. 
Ab 2009 leitete Kiškis Polizeikommissariat Ukmergė.  2010 wurde er zum Oberpolizeikommissar. 
Seit Mai 2014 leitet er die litauische Kriminalpolizei.
Er ist verheiratet. Mit Frau Neringa, Polizistin, hat er eine Tochter.